# Руби Саммерс
Руби Саммерс (англ. Ruby Summers) — персонаж вселенной Marvel, впервые появилась в комиксе X-Factor: Layla Miller.

## Биография
Руби — дочь Скотта Саммерса и Эммы Фрост из альтернативной будущей Земли-1191.

### Встреча Лейлы Миллер
Руби живёт на развалинах Атлантик-Сити со своим отцом Скоттом Саммерсом на протяжении десятилетий. Когда Лейла Миллер и человек по имени Дуэйн появляются однажды, ищут теперь старого Циклопа. Руби нападает на них, и узнав кем является Лейла Миллер, приводит её к отцу, который когда-то знал Лейлу. После разговора с Циклопом Лейла убеждает Руби встретиться с новым мутантом по имени Линкон. Вместе они начинают восстание Саммерсов.

### Годы спустя
Спустя годы после начала восстания Руби спасает ныне живущих Лайлу и Джейми Мадрокса, которых Лейла только что привела в будущее из прошлого, от дозорной атаки. Она не рада узнать, что Лейла не подчинилась ей, чтобы довести Мадрокса до будущего. Позже она привезла Скотта и Лейлу в старый разбитый отель, где в настоящее время находится старый, хрупкий Доктор Дум. Они спрашивают его о путешествиях во времени, когда их атакуют часовые, только чтобы спасти Тревор Фицрой.
Она также очень близка к Лейле, развивая очень родственные отношения.
Рубин видит следующее, когда престарелый Доктор Дум приносит Кортекса в своё время, однако перепрограммировывается и заставляет Мадрокса обманом атаковать мутантов. Хотя изначально в невыгодном положении, поскольку Дум взял под свой контроль Циклопа из-за своей киборгской природы, ей удается победить Дума, Кортекса и Циклопа. Дум убегает и Руби клянется что убьёт его.
В то время как Мадрокс сражается с Кортексом, Руби просит Лейлу возродить Фицроя, который был убит во время первого нападения Кортекса. Хотя Лейла не думает что это хорошая идея, Руби убеждает её в том, что они могут взять под контроль свою собственную судьбу.

### Несовершенное будущее
Альтернативная версия Рубби Саммерс появляется в серии Future Improfect limited, связанной с Секретными Воинами. Она является членом сопротивления режиму Маэстро.

## Силы и способности
У Руби способности схожи с способностями её отца — она может испускать из глаз поток плазмы чёрного цвета. Также у неё есть вторичная мутация, похожая на мутацию её матери — Руби способна превращать свою кожу в органический рубин. Эта форма останавливает старение и поддерживает жизнь Руби без средств к существованию, но если она будет находиться в рубиновой форме достаточно долго, она может остаться в ней на десятилетия.